# Ischaemum travancorense
Ischaemum travancorense är en gräsart som beskrevs av Otto Stapf och Cecil Ernest Claude Fischer. Ischaemum travancorense ingår i släktet Ischaemum och familjen gräs. IUCN kategoriserar arten globalt som livskraftig. Inga underarter finns listade i Catalogue of Life.